# وطن و غربت (سفرنامه)
وطن و غربت (بنگالی: দেশে বিদেশে، به انگلیسی: Deshe Bideshe) نخستین کتاب و از شناخته‌شده‌ترین آثار سیدمجتبی علی، نویسنده، روزنامه‌نگار، سفرنامه‌نویس، استاد دانشگاه، پژوهشگر و زبان‌شناس بنگالی است. این کتاب خاطرات نویسنده از اقامتش در کابل طی سال‌های ۱۹۲۷ تا ۱۹۲۹ را بازگو کرده است. وطن و غربت نخستین بار به‌صورت پاورقی در سال ۱۹۴۸ در هفته‌نامه بنگالی دش (Desh) منتشر شد و در همان سال توسط انتشارات نیو ایج (New Age Publishers) در کلکته به‌صورت کتاب منتشر گردید.
ترجمه انگلیسی این کتاب با عنوان در سرزمینی دور از خانه (In a Land Far from Home) از سوی نازس افروز، ویراستار پیشین بی‌بی‌سی برای آسیای جنوبی و مرکزی انجام شد و در سال ۲۰۱۵ انتشارات اسپیکینگ تایگر بوکس منتشر گردید. این کتاب در سال ۲۰۱۶ به فهرست نهایی جایزه کتاب کراس‌ورد راه یافت.

## طرح
علی در سال‌های ۱۹۲۷ تا ۱۹۲۹ (دو سال آخر سلطنت امان‌الله) برای کار در وزارت معارف افغانستان به کابل رفت و به‌عنوان استاد مشغول به کار شد. پس از آن‌که حبیب‌الله کلکانی در جریان جنگ داخلی افغانستان (۱۹۲۸–۱۹۲۹) کنترل کابل را به‌دست گرفت، علی افغانستان را ترک کرد. در جریان تخلیه خارجی‌ها، پس از آن‌که علی نسبت به انتقال هوایی اروپایی‌ها پیش از شهروندان هند بریتانیا انتقاد کرد، نامش از فهرست افراد قابل تخلیه توسط فرانسیس هامفریز، نخستین وزیر بریتانیا نزد امیر افغانستان، امان‌الله، حذف شد.
این اثر نگاهی دقیق و موشکافانه به جامعه و فرهنگ افغانستان دارد، اما با نثری طنزآمیز و شوخ‌طبعانه نوشته شده‌است.

## شخصیت‌ها
- امان‌الله خان
- بچه سقاو ( حبیب‌الله کلکانی)
- محمد
- بولشوف
- احمد علی
- عمار سینگ بولانی (راننده سردارجی/سیک)
- دوست محمد
- عبدالرحمن
- عنایت‌الله خان